# Leiurus libycus
Espèce
Synonymes
- Buthus quinquestriatus libycus Birula, 1908
- Leiurus aegyptiacus Lourenço & El-Hennawy, 2021

Leiurus libycus est une espèce de scorpions de la famille des Buthidae.

## Distribution
Cette espèce est endémique d'Égypte. Elle se rencontre entre Alexandrie, Moghra et l'oasis du Fayoum.

## Description
La femelle subadulte décrite par Lourenço et El-Hennawy en 2021 mesure 26,5 mm.

## Systématique et taxinomie
Cette espèce a été décrite sous le protonyme Buthus quinquestriatus libycus par Birula en 1908. 
Elle est placée en synonymie avec Leiurus quinquestriatus par Vachon en 1949. Elle est relevée de synonymie et élevée au rang d'espèce par Yağmur, Kovařík et Fet en 2025.
Leiurus aegyptiacus a été placée en synonymie par Yağmur, Kovařík et Fet en 2025.

## Étymologie
Son nom d'espèce lui a été donné en référence au lieu de sa découverte, le désert de Libye.

## Publication originale
- Birula, 1908 : « Ergebnisse der mit Subvention aus der Erbschaft Treitl unternommenen zoologischen Forschungsreise Dr. F. Werner's nach dem ägyptischen Sudan und Nord-Uganda. XIV. Scorpiones und Solifugae. » Sitzungsberichte der Kaiserlich-Königlichen Akademie der Wissen-schaften, vol. 117, part. 2, no 1, p. 121–152 (texte intégral).